# 法羅群島旗幟
法羅群島旗帜由一個紅色和藍色的北欧十字与白地組成。與其鄰國冰島國旗和挪威國旗類似。

## 旗幟
| 卡爾馬聯合的旗帜。其時法羅群島為此聯合的一部分。 |
| 卡爾馬聯合的旗帜。其時法羅群島為此聯合的一部分。 |

| 在法羅群島國旗獲得法定地位前，該地使用其宗主國丹麥的國旗。 |
| 在法羅群島國旗獲得法定地位前，該地使用其宗主國丹麥的國旗。 |

| 舊式法羅群島旗 |
| 舊式法羅群島旗 |

| 現時法羅群島使用的旗帜。 |
| 現時法羅群島使用的旗帜。 |

## 另見
- 丹麦国旗
- 格陵蘭旗幟
- 北歐十字